# Барович, Владимир
Владимир Барович (сербохорв. Vladimir Barović; 7 ноября 1939, Баня-Лука — 21 сентября 1991, остров Вис) — югославский контр-адмирал.

## Биография
Родился 7 ноября 1939 года в Баня-Луке. Отец — черногорец, генерал ЮНА, участник Народно-освободительной войны Югославии и первый комендант Приштины. Мать — словенка. Отец недолго занимал пост коменданта Приштины, поскольку считал способы борьбы против укрывавшихся в лесах албанцев неприемлемыми и выступал против насилия, следуя идеологии «братства и единства». Сослуживцы Владимира Баровича писали: «Как гласит старая пословица, если хорошие корни, то и каждый лист хороший».
Барович с 1960 года служил на югославском флоте, получив звание контр-адмирала 22 декабря 1990 года и пост командира военно-морского района Пулы. Ранее он руководил военно-морским районом Которского залива. Как командир гарнизона Пулы, он вёл переговоры с представителями СР Хорватии, выступавшими за выход страны из СФРЮ, и рассчитывал добиться мирного вывода воинских частей ЮНА из Пулы. Он заявлял, что не потерпит никаких разрушений до тех пор, пока является командиром морского сектора, и сложит с себя все полномочия, если получит подобный приказ на применение силы. После снятия с должности командира военно-морского района Пулы он был назначен командиром военного округа Сплита со штаб-квартирой на острове Вис, сменив на этом посту адмирала Миле Кандича.
29 сентября 1991 года из штаб-квартиры ЮНА пришёл приказ открыть огонь по хорватским воинским формированиям, не подчиняющимся ЮНА и укрепившимся в города Далмации. Барович отказался выполнять приказ, посчитав его бесчестным, и в тот же вечер застрелился. В своей предсмертной записке Барович прямо заявил «Я не хочу разжигать войну против братского хорватского народа», объяснив это следующим образом: «Этот поступок для меня — поступок против черногорской чести, потому что черногорцы не могут воевать и уничтожать народ, который им ничего плохого не сделал».
Владимир Барович похоронен в городе Герцег-Нови. 13 июля 2016 года награждён посмертно Орденом «За храбрость» указом президента Черногории Филипа Вуяновича с формулировкой «за исключительную храбрость и самопожертвование, проявленные в чрезвычайно опасных ситуациях в виде спасения человеческих жизней и материальных благ».

## Звания
- Подпоручик (1960)
- Капитан 1-го ранга (1982)
- Контр-адмирал (22 декабря 1990)[7][8]